# 佐敦谷水道

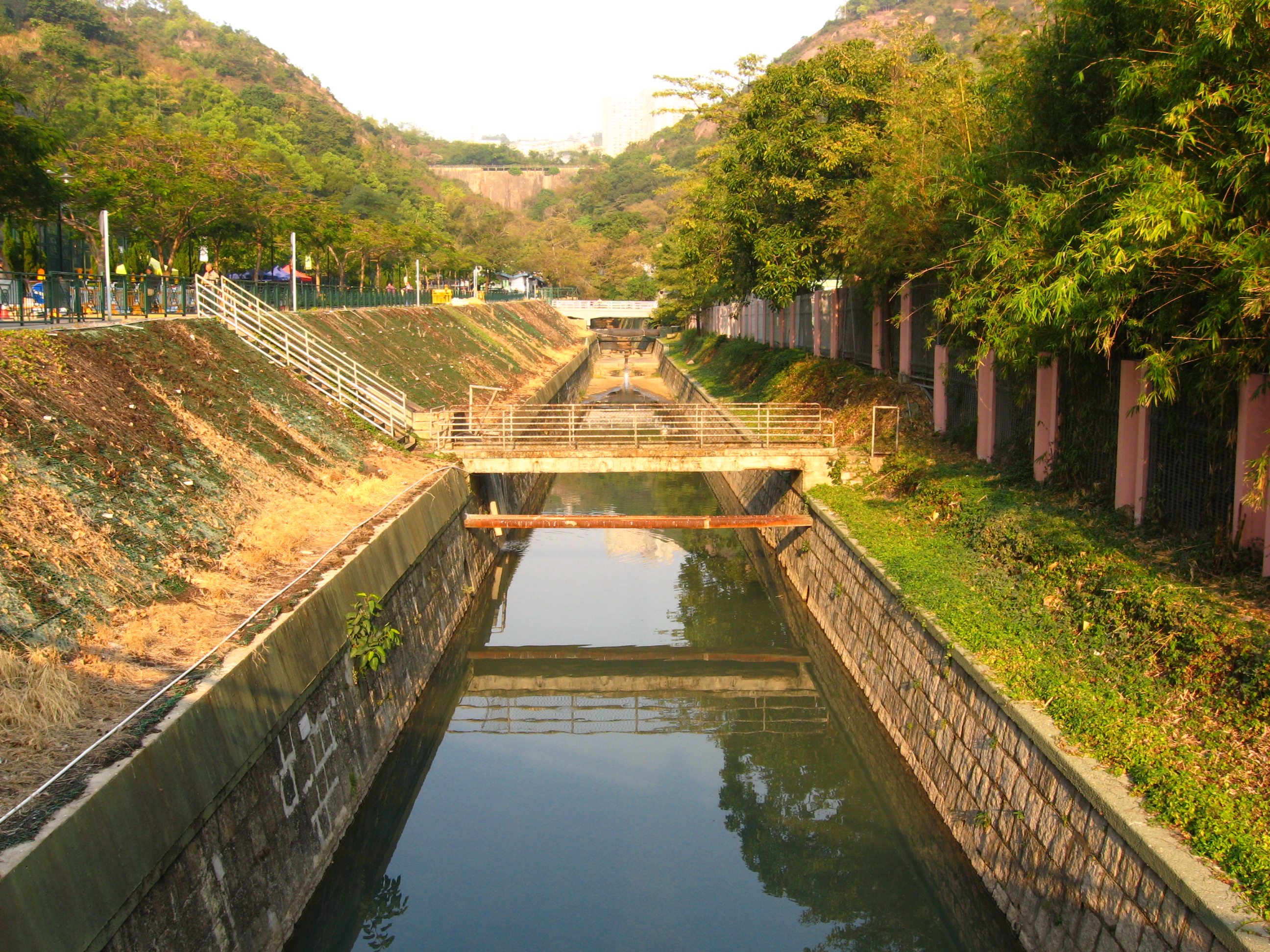
佐敦谷渠流經佐敦谷遊樂場和嬉水池

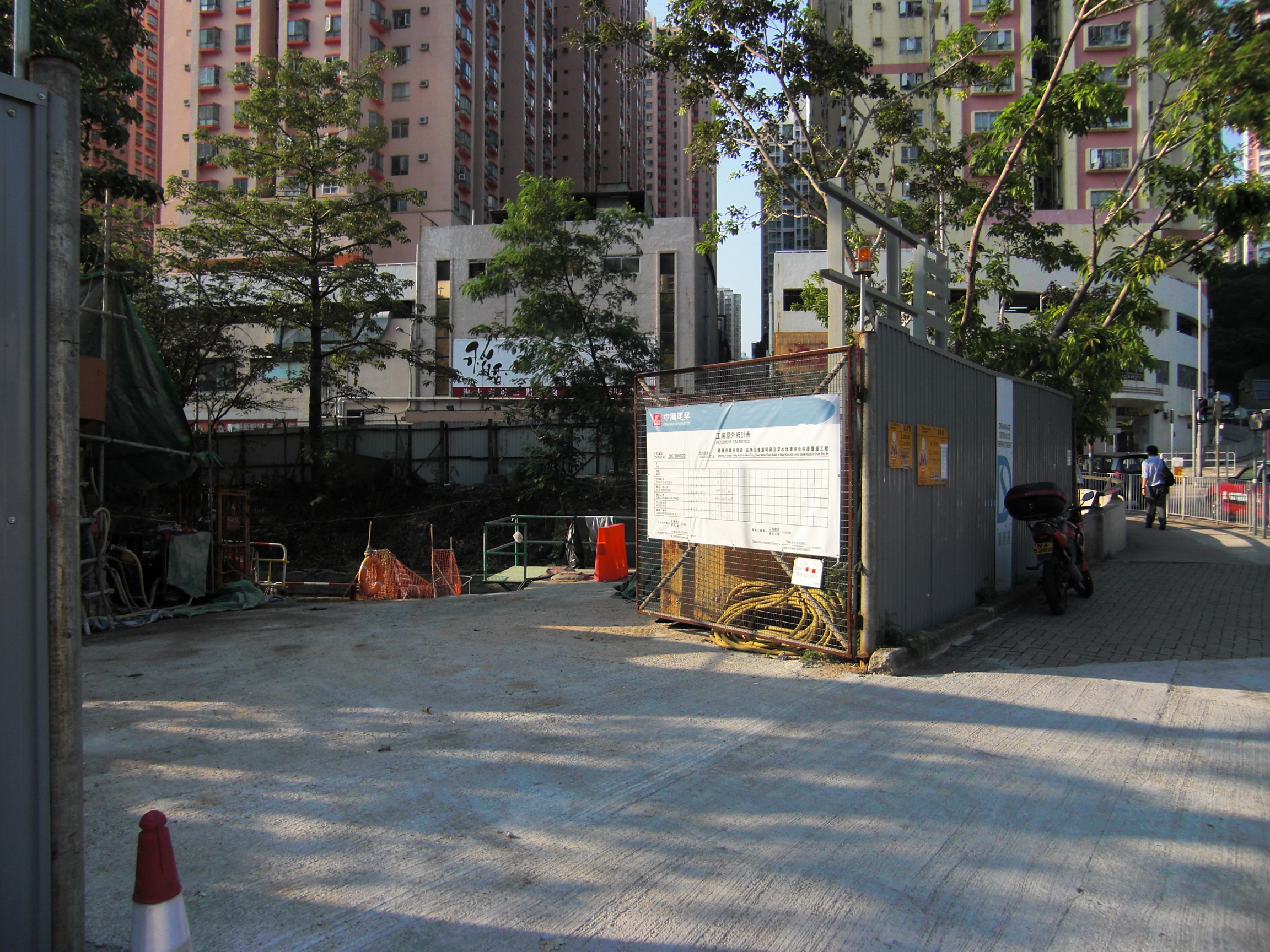
佐敦谷渠覆蓋工程工地一景

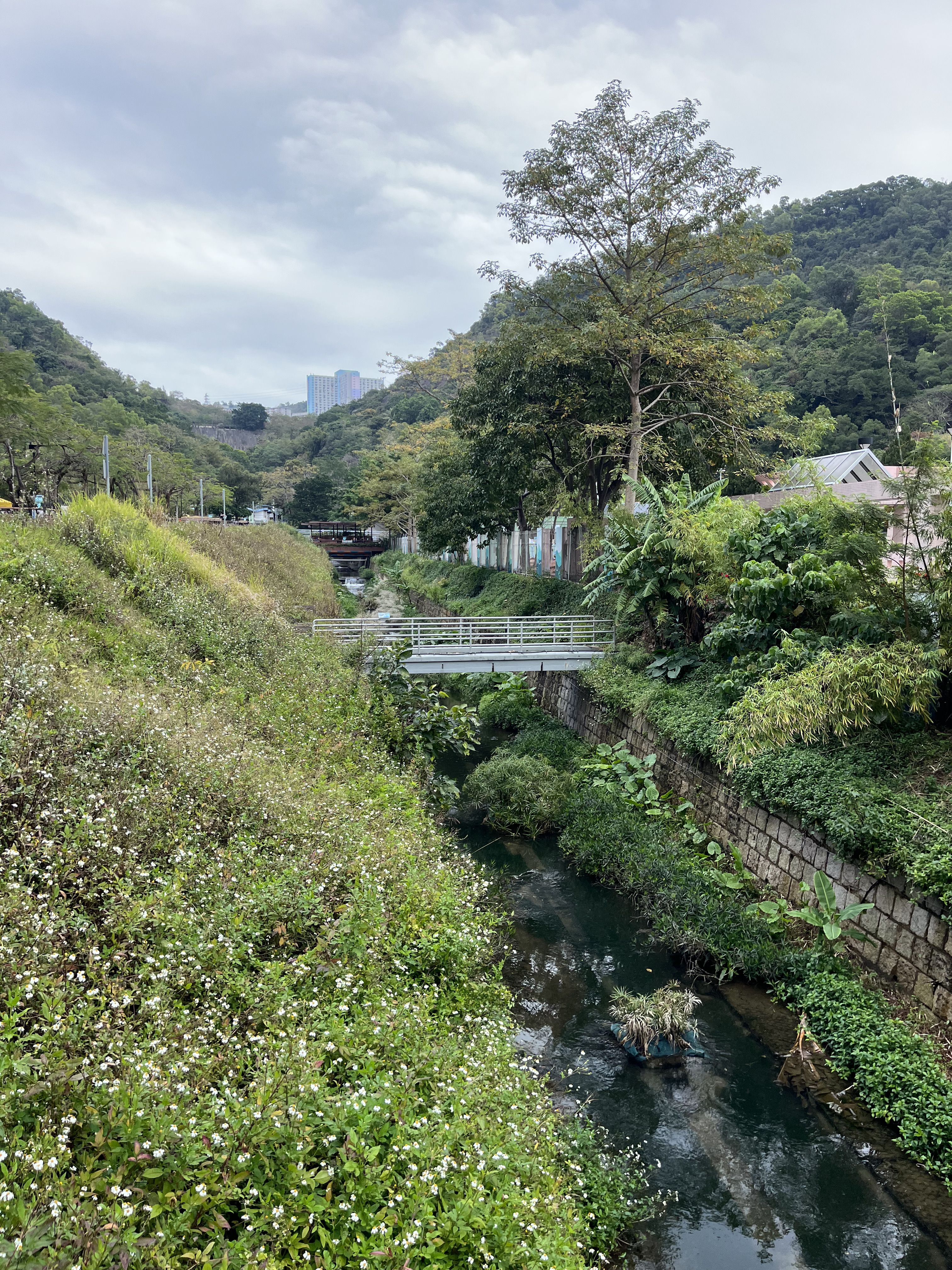
經綠化修復後的佐敦谷水道

佐敦谷水道（英語：Jordan Valley Channel），活化前稱佐敦谷渠（英語：Jordan Valley Nullah），是香港明渠之一，位於九龍觀塘區佐敦谷一帶，本為昔日佐敦谷水塘之下游。

## 流域
佐敦谷渠的污水先由上佐敦谷的污水處理設施流出，經過一道谷中約百多米長的明渠流至佐敦谷水塘剩餘的主壩，再從壩側繞過，經過集水池後流至壩底，此即為現時佐敦谷石澗的起點。
石澗於近山腳處逐漸由水泥所建的渠道所取代，佐敦谷明渠於沈雲山山腳的沈雲山海水抽水站及沈雲山食水抽水站（重建中）開始，在佐敦谷遊樂場（第一期）及佐敦谷游泳池之間沿佐敦谷北道一直流向東南方，再流經佐敦谷工廠大廈及淘大花園P座之間，直至巴士總站處渠中污水會流入地下渠道。
地下渠道經過巴士總站、牛頭角下邨、港鐵九龍灣車廠及九龍灣工廠區的地下後最後流入啟德機場跑道和觀塘間水道。

## 概況
以前佐敦谷渠太過靠近佐敦谷邨的徙置大廈，加上居民缺乏公德，所以於此處出現大量垃圾。由於污水，加上垃圾暴露於空氣中，佐敦谷渠經常為牛頭角、佐敦谷及淘大花園帶來環境衛生方面的困擾。
由於佐敦谷渠中的污水一向為社區帶來環境及衛生問題，渠務署以往都有在佐敦谷渠的兩岸進行綠化工程，例如將傳統明渠旁的混凝土坡及舊花崗石牆，更改為綠化的草坡。渠務署於2005年1月宣佈斥資12億港元為香港的16段明渠進行覆蓋工程，佐敦谷明渠亦被包括在內。由於該區的工程和土地問題比較複雜，所以工程於約2011年才完成。現今原明渠上方的地帶已經鋪上混凝土，部分地段被建設為綠化帶，接近淘大花園一段的渠道的上蓋被更改興建為遊樂場。

## 活化
2020年3月，渠務署斥資3000萬港元進行佐敦谷明渠活化工程，以冀做到「港版目黑川」的效果。工程於2022年4月25日完工，並更名為佐敦谷水道。活化後的佐敦谷水道分為三個部分，包括水道花園、位於上游全長150米的生態水道以及位於下游全長180米的綠化水道。其中渠務署興建了架空水道花園，其台階以環保木材鋪砌，上蓋設有太陽能板，為花園內的LED燈帶和無綫手機充電器提供電力。同時園內安裝了高腳座椅、旋轉自拍器和咖啡桌等設施，當中園景、建築和圖案設計都以水道的自然地理及水動元素作為其設計理念。晚上時段，花園將會亮起LED燈，以形造懸浮效果。
由於佐敦谷明渠上游生態價值較幽閉，渠務署因此在上游河底鋪設55噸石塊，堆砌成15個淺灘和15條魚梯，而魚梯以之字形排佈，為魚類及其他動物提供棲息空間。同時種植超過300棵攀藤植物，包括雞蛋果藤、炮仗花、紫藤等等，在四季都可呈現不同景象。而沈雲山食水抽水站外的空地地面上則髹上以水道生態為主題的彩繪。
下游部分由於人流較多，渠務署因而種植大量植物以打造綠化水道。由於佐敦谷明渠下游比較平坦，適合種植水生植物，故種植了超過4500棵翠蘆莉、青葙以及鳶尾等等水生植物。水道旁的欄杆設置了綠化咖啡枱，讓市民可在美化後的環境下享受優質公共空間。
活化後，佐敦谷水道吸引了大量的昆蟲和動物，包括黑尾灰蜻、赤褐灰蜻、大鳳蝶、珠頸斑鳩、蜥蜴和魚類等等，乃至貓頭鷹等雀鳥，促進了生物多樣性。

## 圖片集

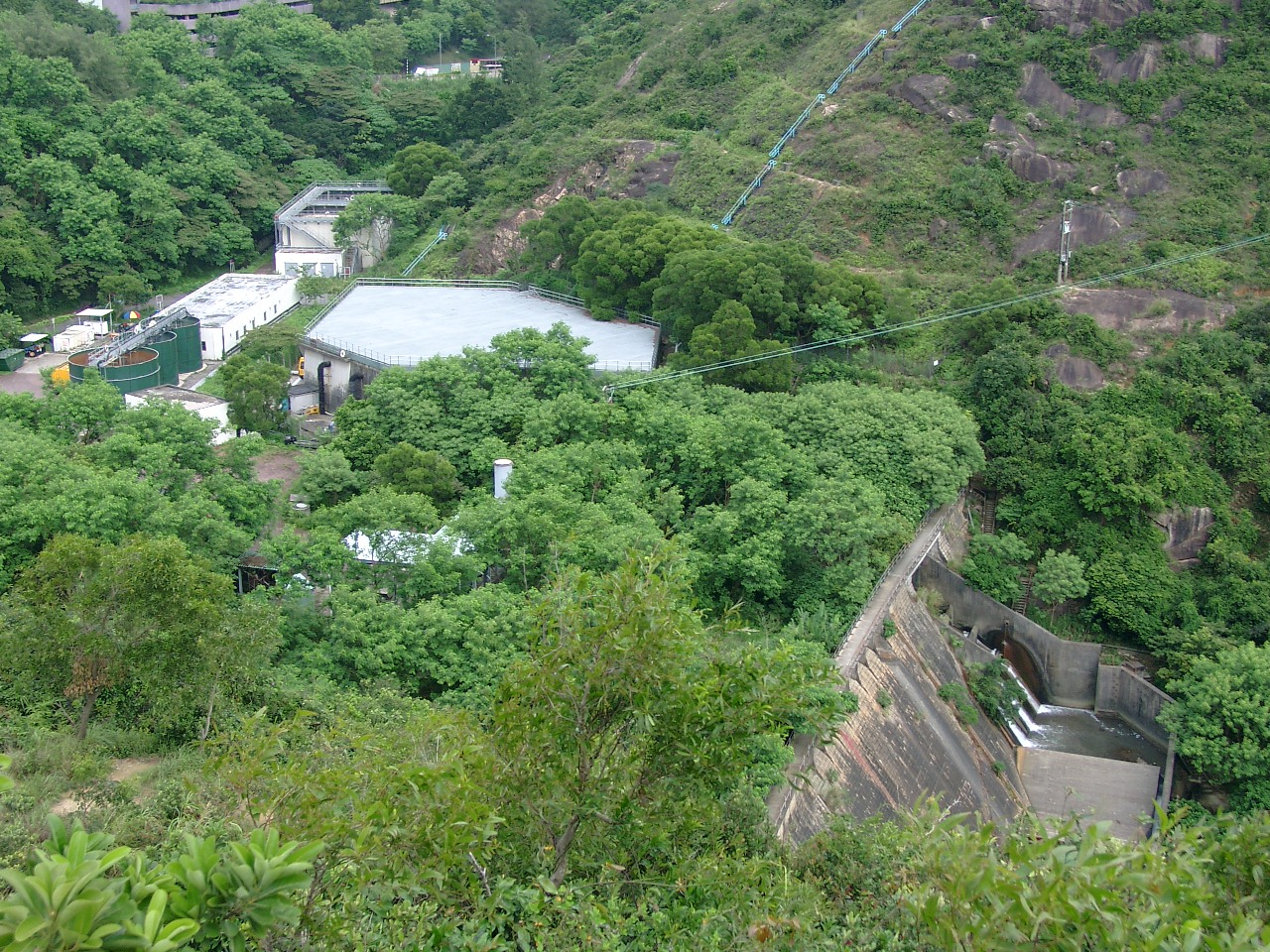
上佐敦谷的污水處理設施和水壩。佐敦谷渠的污水由此流出
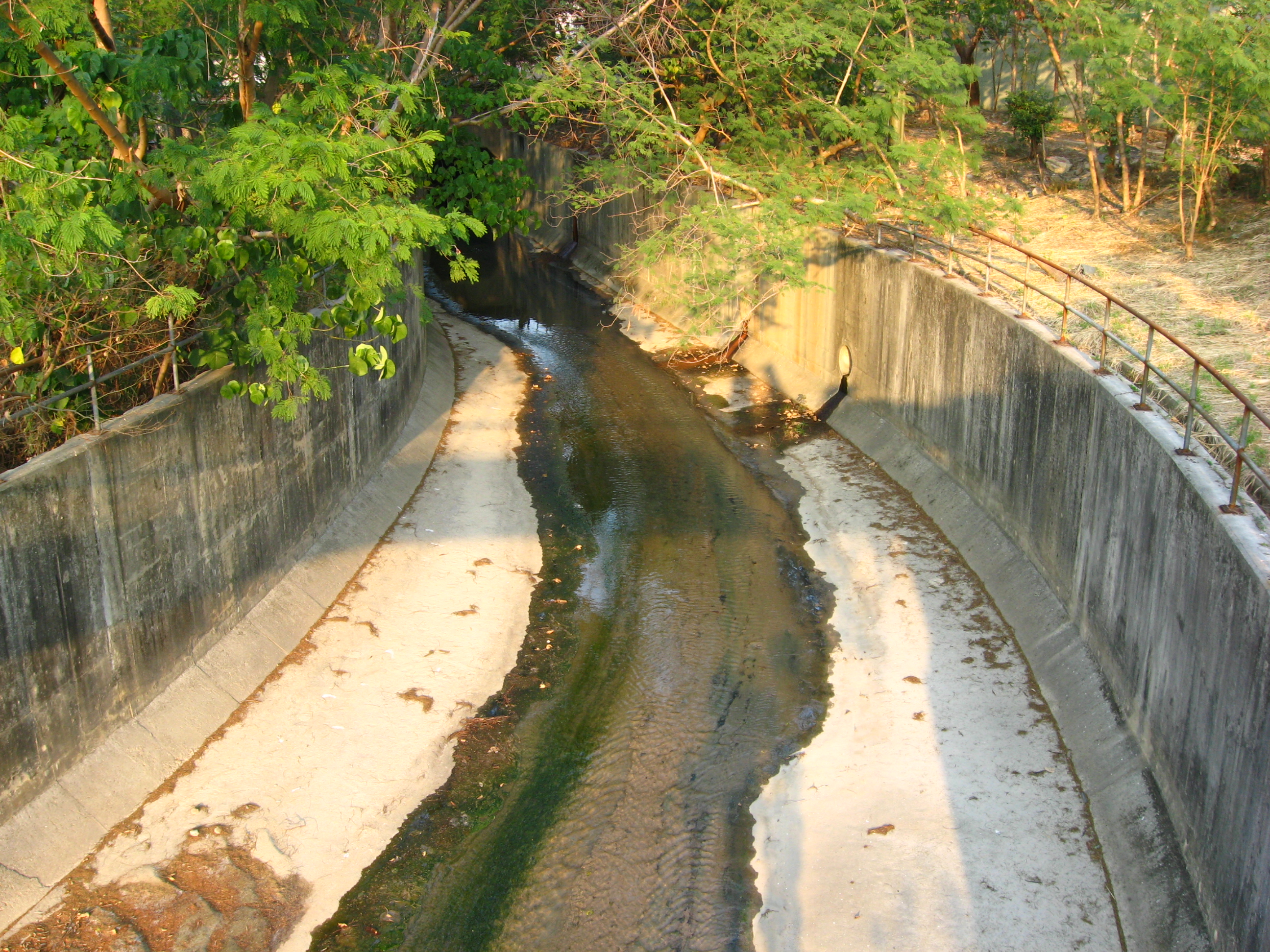
污水由污水處理設施流至水壩
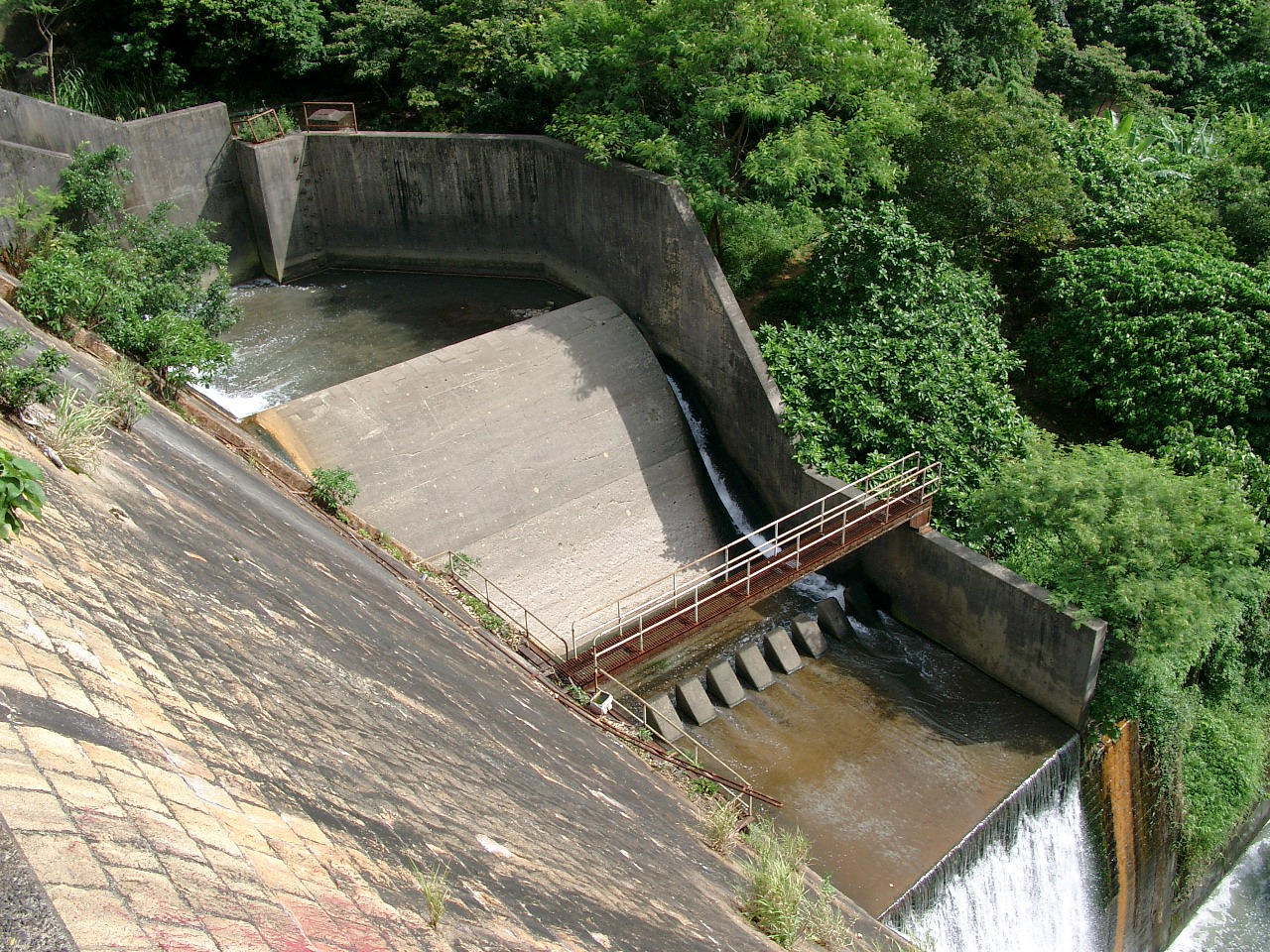
污水流經佐敦谷水塘主壩的集水池
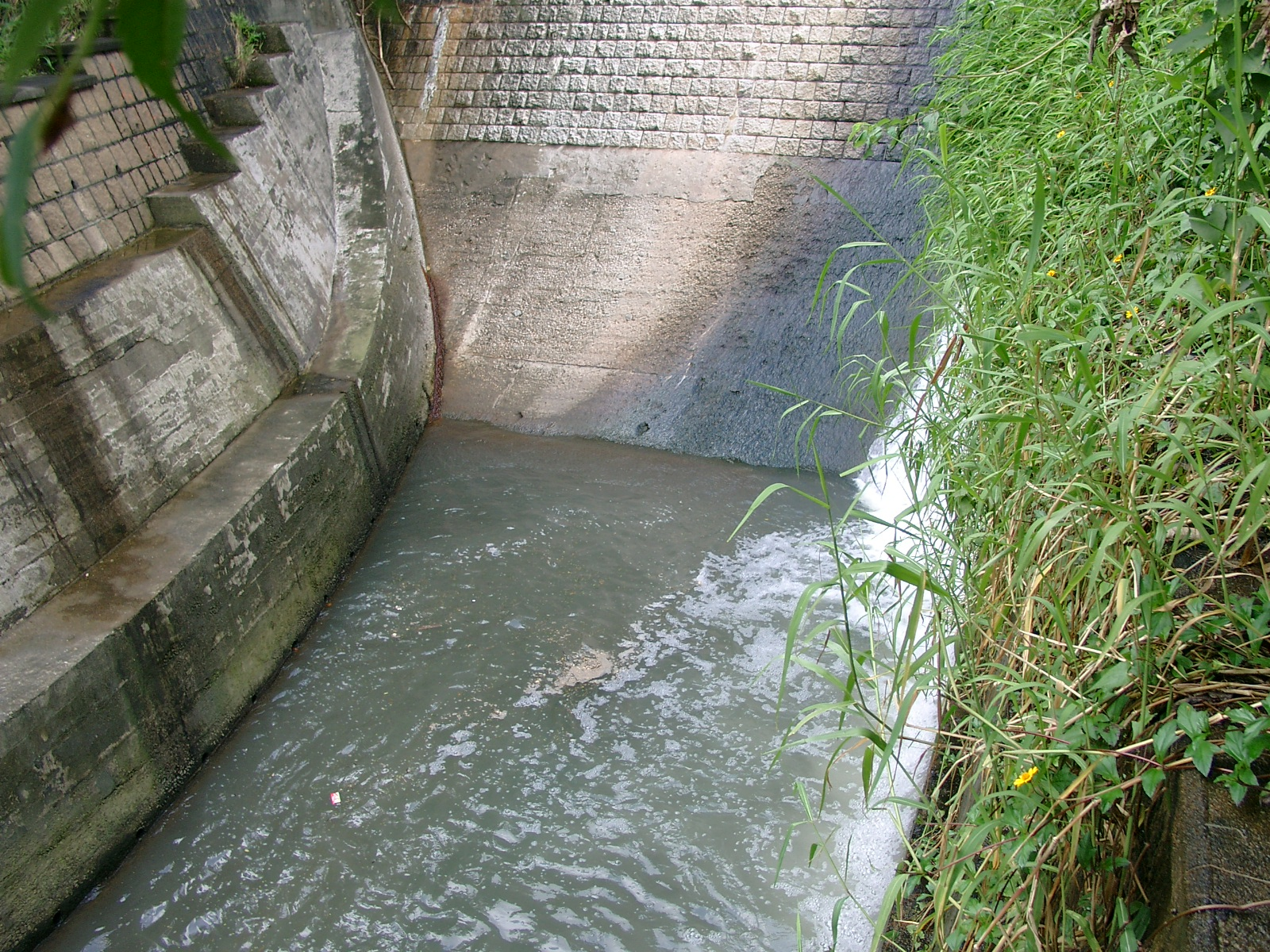
佐敦谷水塘主壩底部
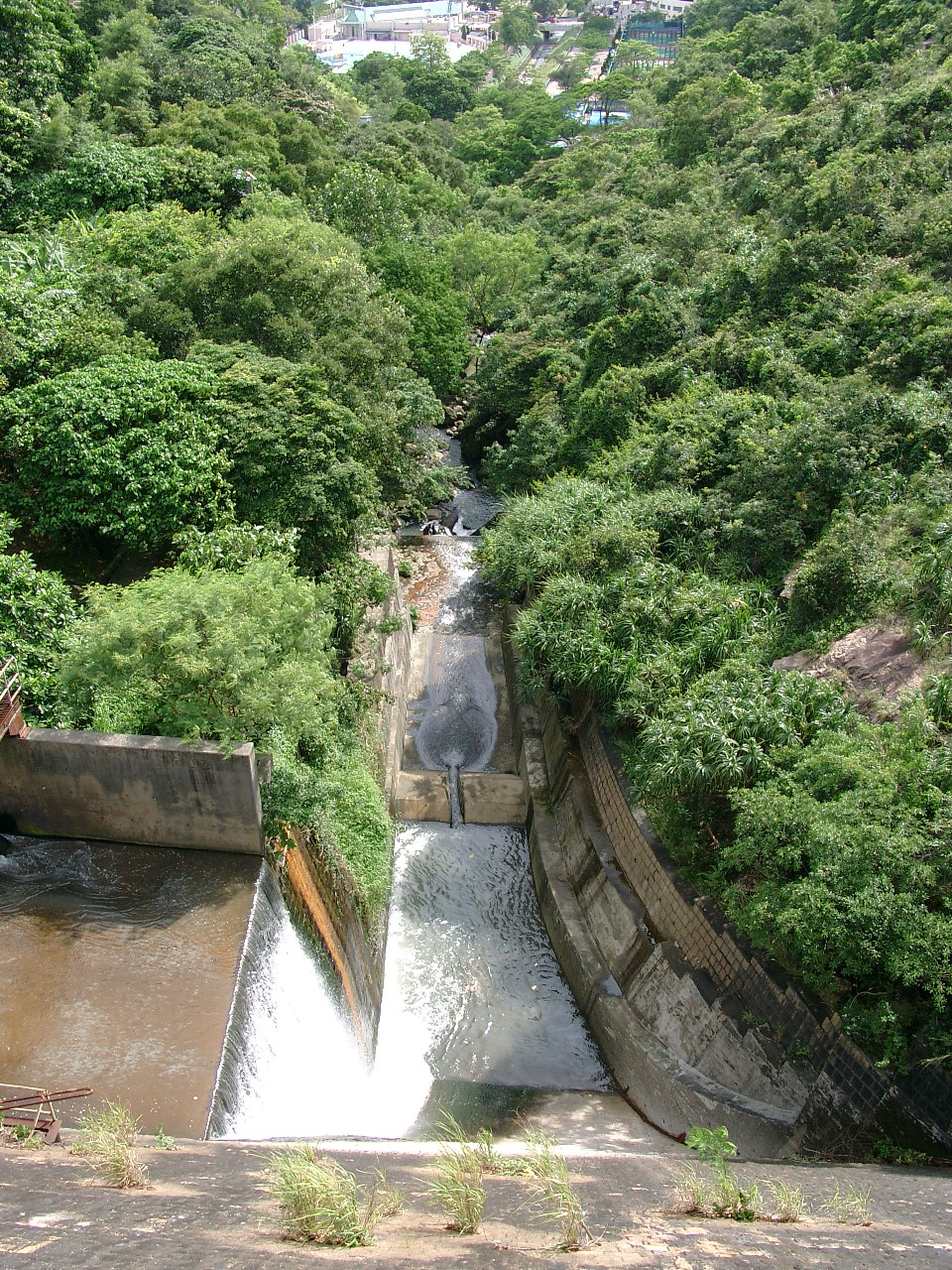
污水流下佐敦谷
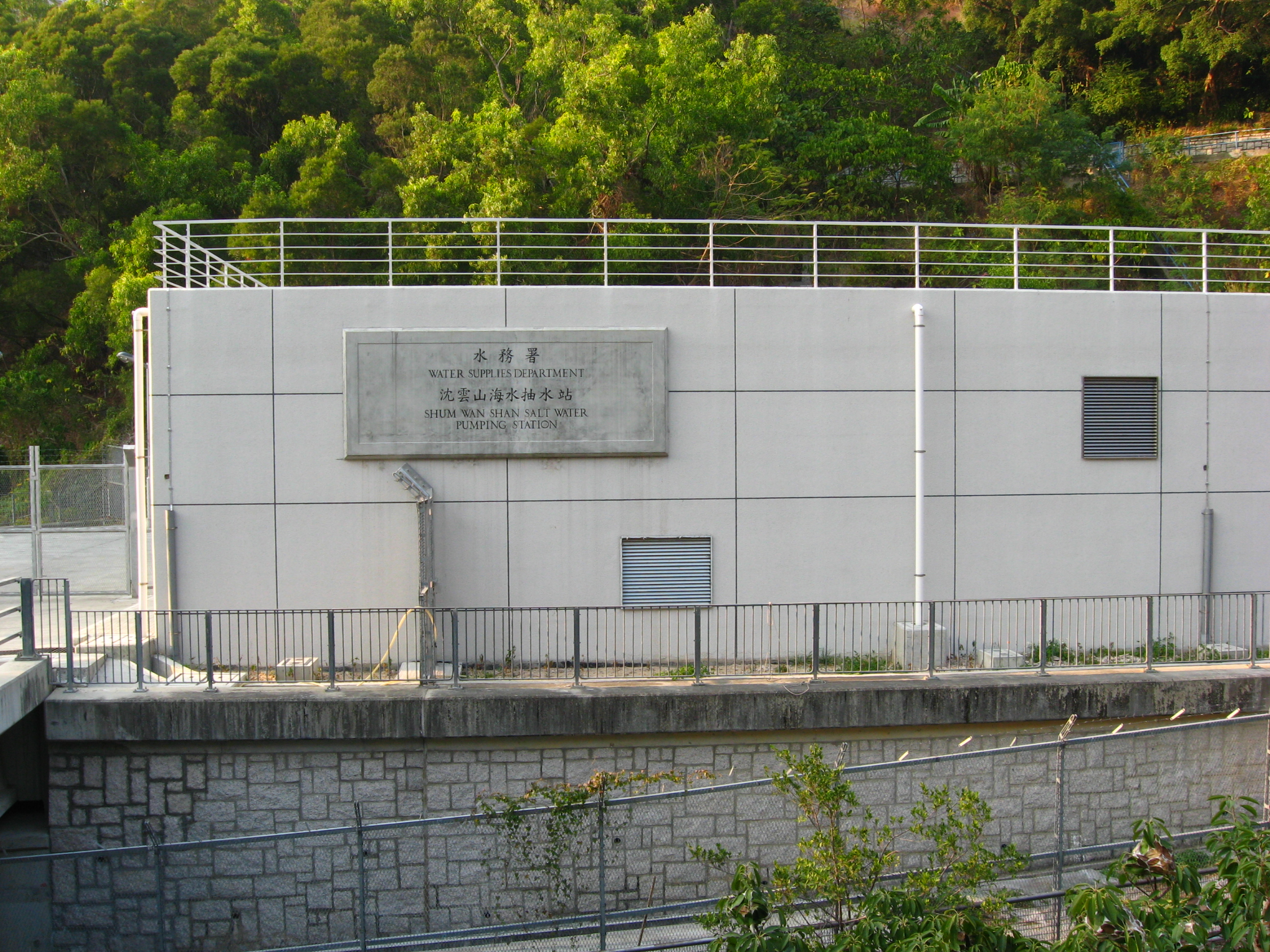
沈雲山海水抽水站
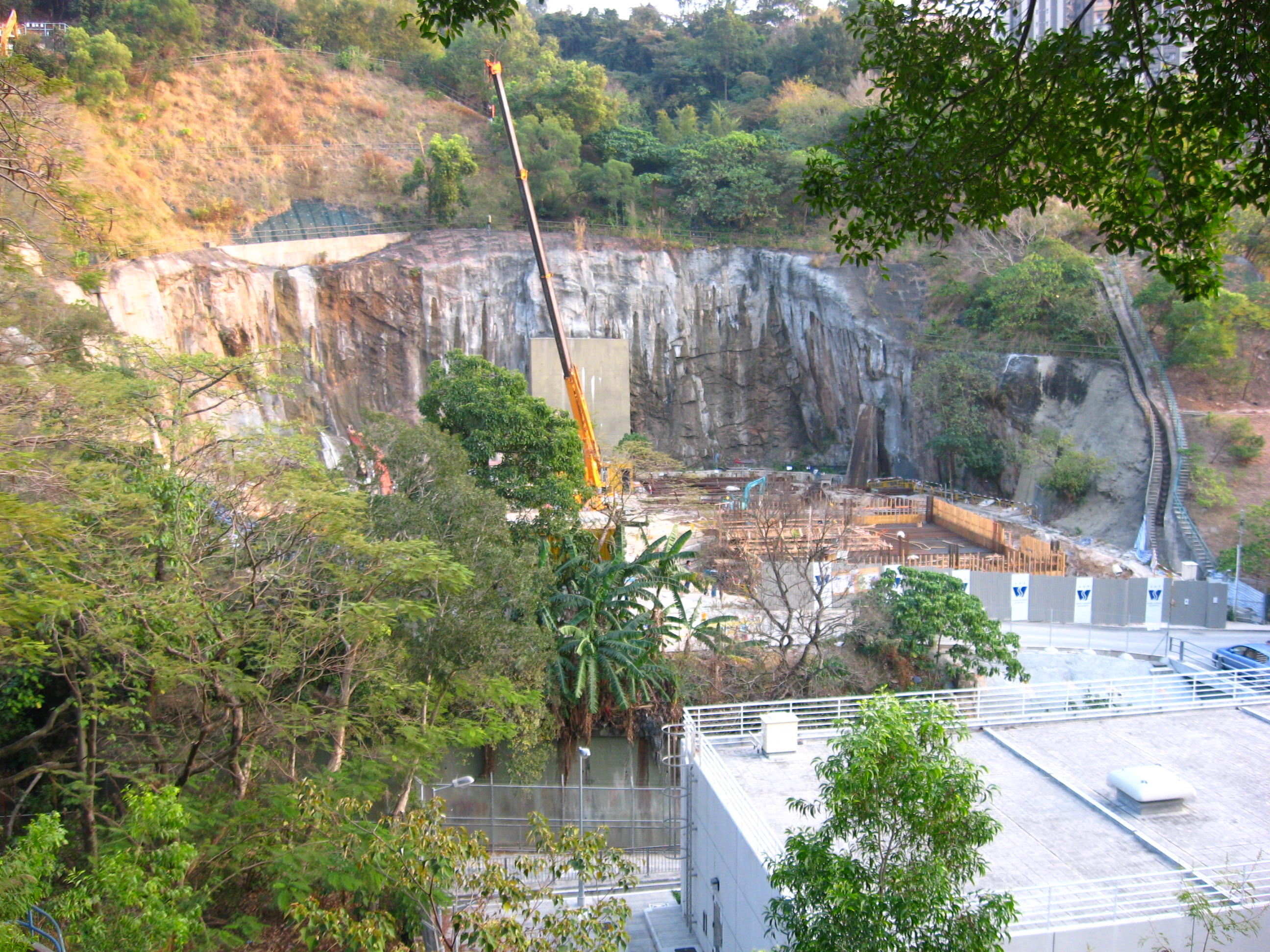
沈雲山食水抽水站（重建中）
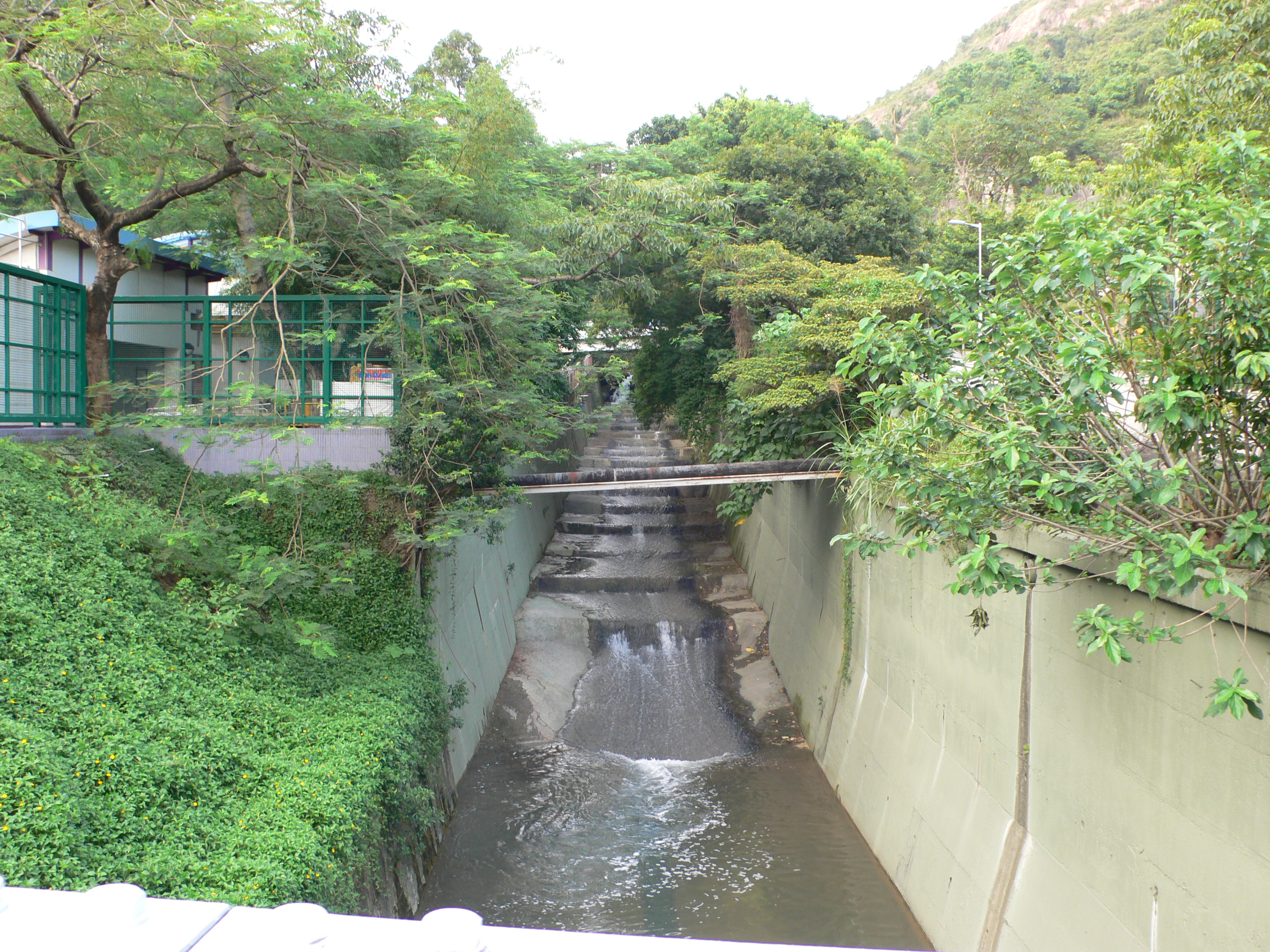
佐敦谷渠流至平地
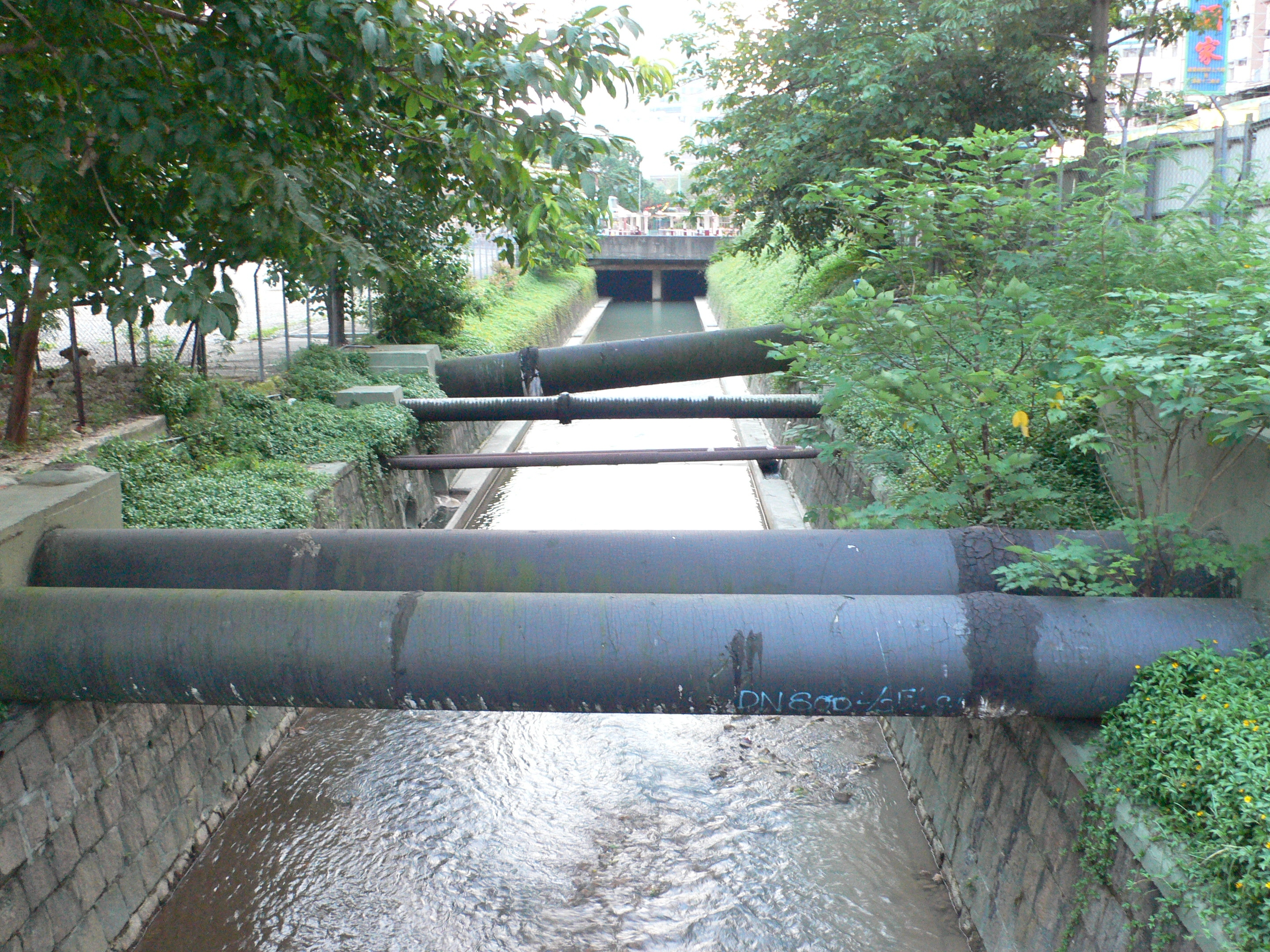
於巴士總站處流下地底
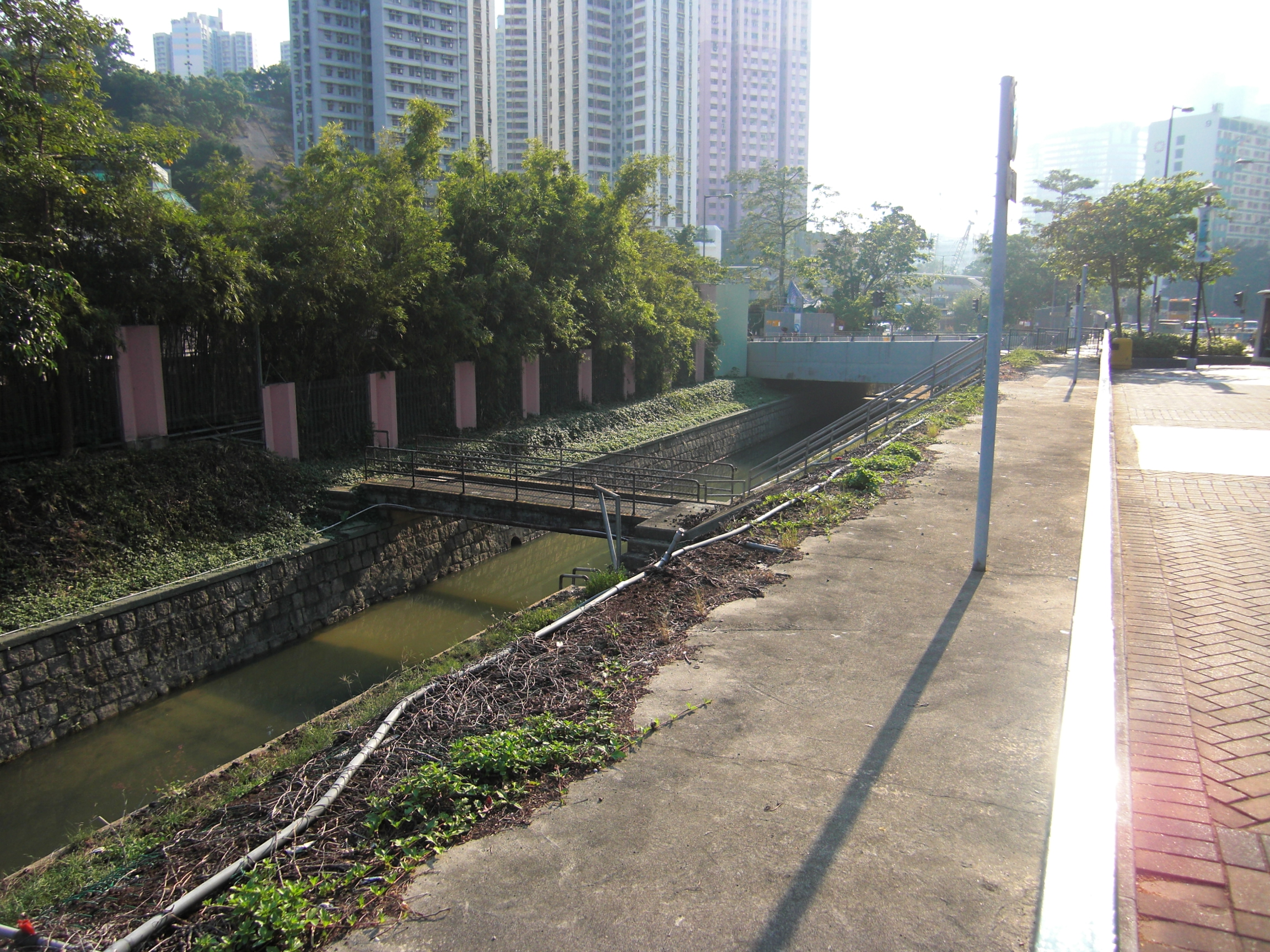
仍殘留在佐敦谷渠上屬於佐敦谷邨時代之產物的石橋

## 外部連結
- 政府於未來十年覆蓋十六段明渠（页面存档备份，存于）
- 渠務署網頁
- 第二屆觀塘區議會 第7次全會會議記錄
- 香港地方 - 香港河流（页面存档备份，存于）
- 佐敦谷明渠大雨之後，常見有（页面存档备份，存于） 塘虱 - 文匯報2007年5月5日